# Clermontia
- Commons
- Wikispecies

Clermontia é um gênero botânico pertencente à família Campanulaceae.